# Hangasrivier (Muoniorivier)
De Hangasrivier, Zweeds – Fins: Hangasjoki, is een rivier in het noorden van Zweden, dicht bij de grens met Finland. Ze is ongeveer vijf kilometer lang en mondt direct in de Muonio uit, de grens tussen de twee landen. De rivier ontstaat als afwateringsrivier van een moeras, het Hangasmaa, en ligt in de gemeente Pajala.
afwatering: Hangasrivier → Muonio → Torne → Botnische Golf